# Chamaedorea elegans
Chamaedorea elegans és una espècie de palmera de petites dimensions utilitzada com a planta d'interior. És originària de la selva plujosa del sud de Mèxic i Guatemala. Chamaedorea elegans es planta als jardins de clima subtropical i tropical, fa de 2 a 3 m d'alt i el seu estípit és prim com el d'una canya. Com a planta d'interior creix fins a 2 m i prefereix una humitat de moderada a baixa. Creix millor amb llum intensa, però tolera que sigui baixa. Era una planta popular en l'Era Victoriana britànica. Les seves inflorescències són lleugerament amargants i es consumeixen, per exemple, en amanides, al Salvador i Guatemala.